# Usměrňující selekce

Tyto grafy zobrazují různé typy genetického výběru. Na ose x je vynesen typ fenotypového znaku, zatímco na ose y je znázorněno množství jedinců v dané populaci. Skupina A zobrazuje původní populaci, skupina B populaci po proběhnuvší selekci. Graf 1 znázorňuje usměrňující selekci, při níž je upřednosňován jeden extrémní typ fenotypu. Graf 2 ukazuje stabilizující selekci, která preferuje fenotyp na půli cesty mezi dvěma extrémy. Graf 3 potom zobrazuje selekci disruptivní, při níž se extrémy jeví výhodněji než prostřední řešení.

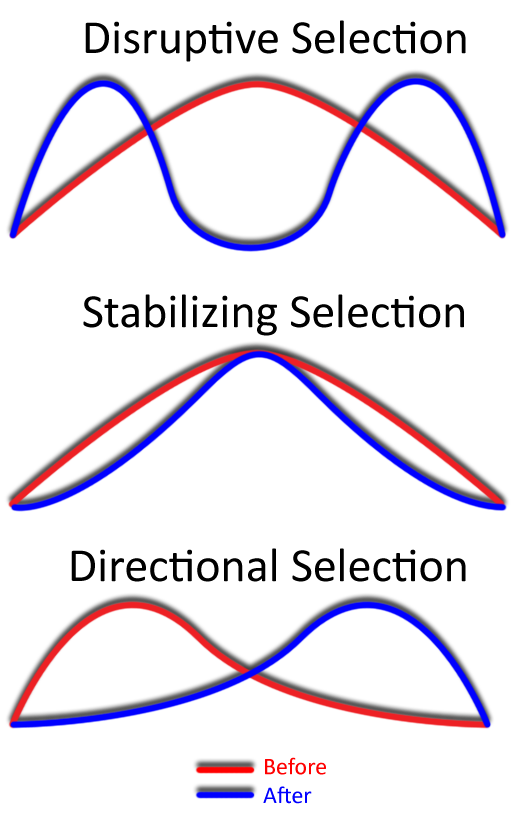
Graf ilustruje tři základní modely výběru: Disruptivní selekci, stabilizující selekci a usměrňující selekci. Červená barva: předtím; modrá barva: potom.

V populační genetice je usměrňující selekce považována za formu přirozeného výběru, která upřednostňuje jeden extrémní fenotyp před ostatními fenotypy, což způsobuje posun ve frekvenci alel v průběhu času ve směru preferovaného fenotyp. Výhodná alela pod vlivem usměrňujícího výběru zvyšuje svoje zastoupení v populaci, což je důsledkem rozdílů v přežívání jednotlivých fenotypů. Toto zvýšení četnosti je nezávislé na dominantnosti dané alely, i u recesivních alel nakonec dochází k jejich fixaci.
Usměrňující selekci jako první popsal Charles Darwin v knize o Původu Druhů a to jako formu přirozeného výběru. Další typy přírodního výběru zahrnují stabilizující a disruptivní selekci. Všechny typy výběru vycházejí ze stejných principů, ale jsou mírně odlišné. Disruptivní výběr upřednostňuje oba extrémní fenotypy a působí proti prostředním hodnotám, stabilizující výběr působí právě naopak, preferuje prostřední fenotyp a působí proti extrémům, což vede v průběhu času k poklesu variability v populaci

## Doklady
Usměrňující selekce se nejčastěji vyskytuje jako reakce na změny podmínek prostředí, při nichž se populace stěhují do nových areálů s odlišnými tlaky prostředí. Tento typ selekce umožňuje rychlé změny ve frekvencích alel, a hraje zásadní roli ve speciaci. Dopad usměrňující selekce na fenotypové rozrůznění byl zkoumám prostřednictvím analýzy efektů lokusů kvantitativních znaků (z anglické quantitative trait locus, QTL). Tato analýza ukázala vyšší než očekávané zastoupení genových lokusů korelujících s usměrňující selekcí, což poukazuje na usměrňující selekci jakožto primární příčinu fenotypové diverzifikace, která následně vede ke speciaci.

### Metody detekce
K detekci usměrňujcí selekce působící na populaci můžeme použít nejrůznějších statistických testů. Patří mezi ně například mapování kvantitativních znaků, test poměru nesynonymních a synonymních mutací (Ka/Ks) či testy rovnoměrnosti chodu molekulárních hodin. Při mapování kvantitativních znaků se porovnává počet antagonistických kvantitativních znaků s neutrálním modelem, což umožňuje testování usměrňující selekce proti gentickému driftu. U Ka/Ks testu se sleduje poměr nesynonymních a synonymních substitucí, přičemž poměr větší než 1 svědčí pro usměrňující selekci. Takzvaný relative rate test ověřující rovnoměrnost chodu molekulárních hodin se zaměřuje na hromadění výhodných mutací oproti neutrálnímu modelu, nicméně vyžaduje mít pro srovnání k dispozici fylogenetický strom.

## Příklady
Příkladem usměrňující selekce je například fosilní záznam ukazující cyklické změny velikosti evropských druhů medvědů v průběhu ledových (zvětšování) a meziledových (zmenšování) dob. Dále můžeme uvést například změny velikosti zobáku v populacích pěnkav. V mokřejších letech byly hojně rozšířena malá semínka, a pěnkavy tak měly jen zřídka potřebu konzumovat semena velká. V sušších obdobích byl potravy obecně nedostatek, a práci byli nuceni ke konzumaci semen různých druhů, a tedy často i větších velikostí. Změna stravování pěnkav ovlivnila hloubku zobáku těchto ptáků, jejichž zobáky se vyskytují ve škále od velkých a tuhých po malé a jemné, v následujících generacích.

### Africké cichlidy
Africké cichlidy jsou považovány za jeden z nejrozmanitějších rybích taxonů, který se navíc vyvíjel překvapivou rychlostí. Tyto ryby se vyvinuly na stejném stanovišti, přesto však mají velmi různorodou morfologii, a to zejména co se týče úst a čelisti. Právě na toto se zaměřil Albertson et al. 2003 zkřížením dvou druhů afrických cichlid s velmi různou ústní morfologií. Hybrid mezi druhem Labeotropheus fuelleborni (se subterminalními ústy pro okusování řas z kamenů) a druhem Metriaclina zebra (s koncovými ústy určenými k sání) umožnil mapování kvantitativních znaků ovlivňujících morfologii ústrojí pro příjem potravy. Právě tento test přinesl konečné důkazy pro roli usměrňující selekce v evoluci čelistních kostí, ovšem nepřinesl doklady pro roli tohoto druhu selekce ve vývoji lebky či závěsných vazů – zde se pravděpodobně uplatnil genetický drift či stabilizující selekce.

### Losos nerka
Losos nerka (Oncorhynchus nerka) je jedním z mnoha anadromních druhů ryb. Jedinci v dospělosti migrují do stejné řeky, v níž se narodili, aby se zde rozmnožili. aby reprodukovat. K migraci dochází každý rok ve stejnou dobu, ale Quinn et al. 2007 ukazuje, že populace lososa nerky z Bristolského zálivu na Aljašce prošla v poslední době usměrňující selekcí směrem k dřívějšímu stěhování a páření. Ve studii byly pozorovány dvě populace lososa nerky (původem z řek Egegik a Ugashik). Data Aljašského úřadu pro rybolov a honitbu z let 1969-2003 byla rozdělena do pěti sedmiletých období a vynesena podle začátku rybolovu. Analýzou dat se zjistil čtyřdenní posun u populace z Egegiku, kde docházelo k silnější selekci, ale dřívější  datum stěhování bylo patrné i u Ugashikské populace. Změna data stěhování může být samozřejmě ovlivněna teplotou vody, ale ve studovaných datech nebyla v tomto směru nalezena. Podle publikace může být za časový posun zodpovědný tlak rybolovu, který zejména v Egegikské oblasti začíná spíše v pozdějším období stěhování, a později migrující ryby tak mnohdy nedostanou příležitost k rozmnožování.

## Ekologický dopad
Usměrňující selekce může vést k rychlým a významným změnám v četnosti alel v populaci. Protože jsou hlavní příčinou usměrňující selekce variace tlaků prostředí, významné odklony od normálního stavu související například s globálními změnami klimatu mohou vyvolat výrazné posuny uvnitř populací. V typickém případě působí usměrňující selekce velmi silně, ale v krátkých časových intervalech, a není udržována dlouhodobě.